# Panevėžys

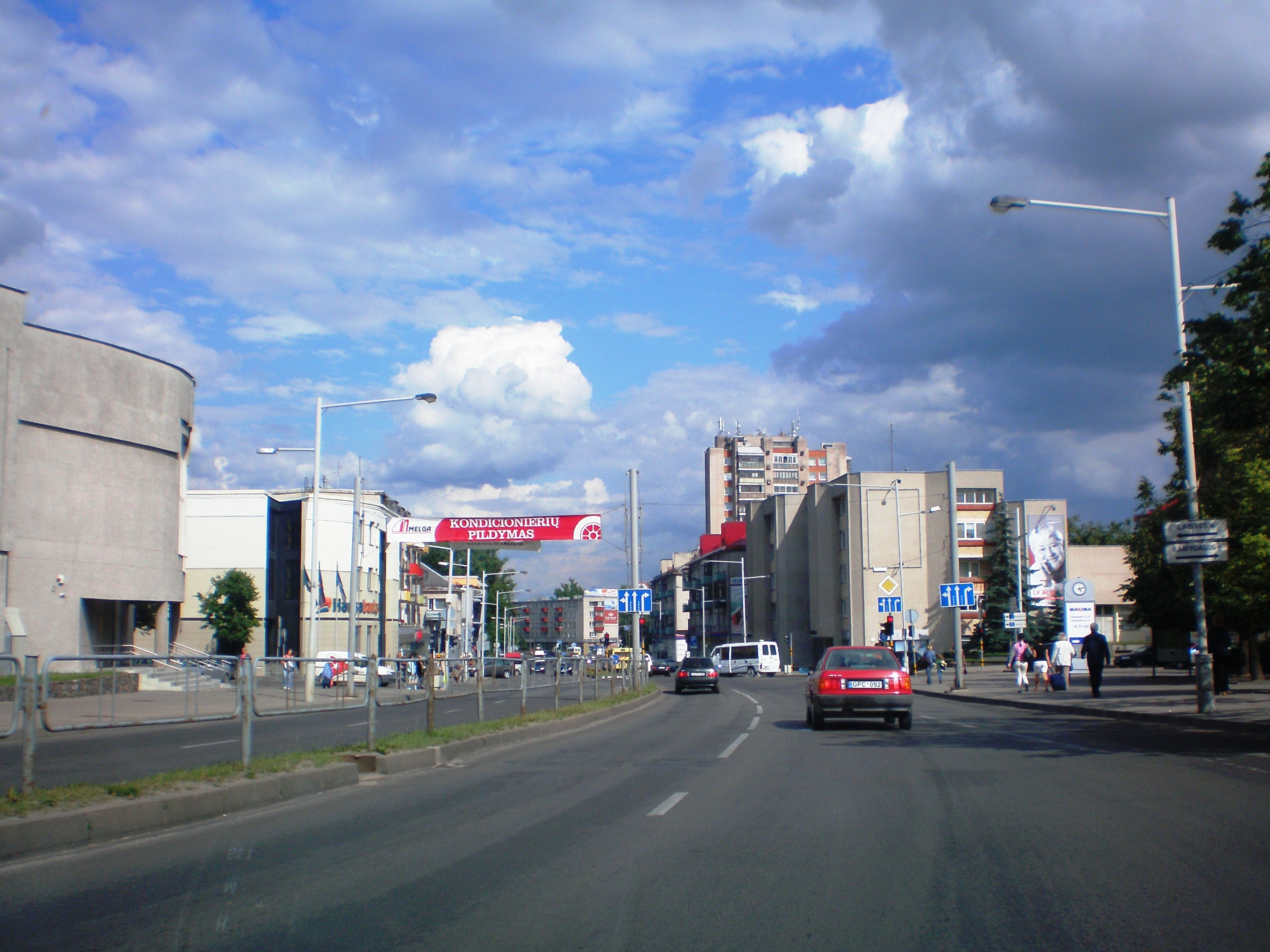
Das Zentrum von Panevėžys

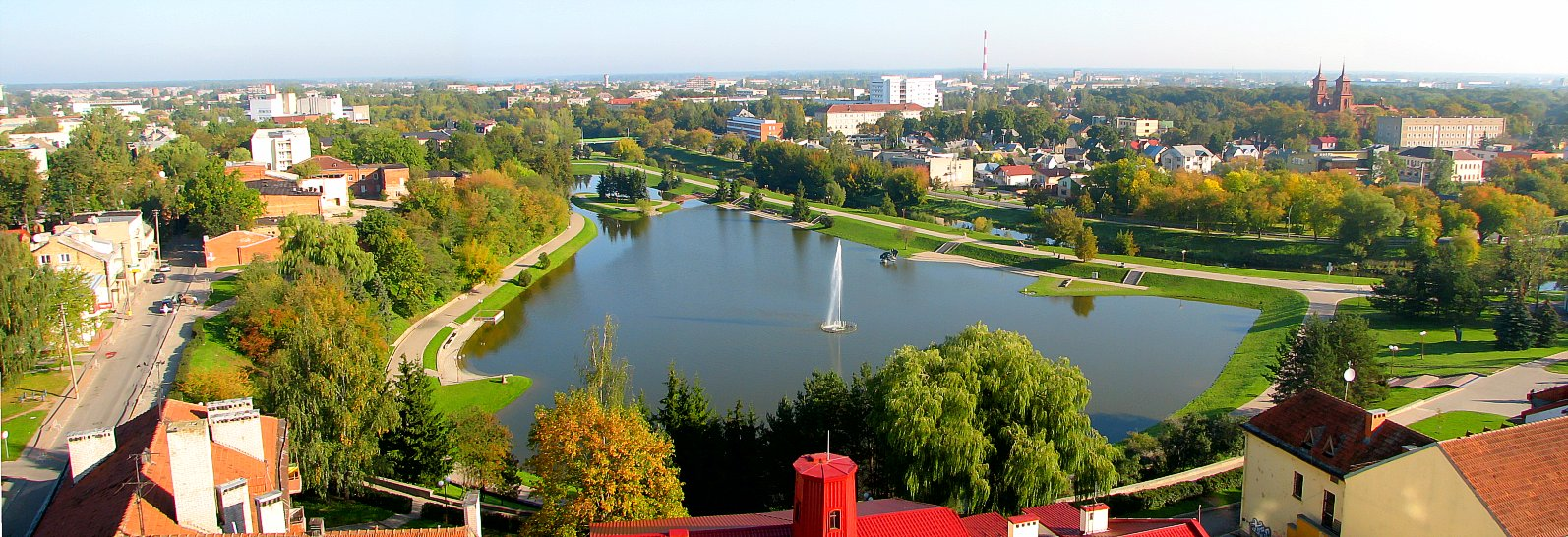
Innenstadtpanorama

Panevėžys (anhörenⓘ; deutsch: Ponewiesch; polnisch Poniewież; Yiddisch פּאָנעװעזש, wobei die Transkription hiervon Ponevezsh lautet) ist eine Stadt im Norden Litauens mit 88.000 Einwohnern, jeweils rund 130 Kilometer von den beiden Hauptstädten Riga (Lettland) und Vilnius (Litauen) entfernt. Panevėžys ist die Hauptstadt des gleichnamigen Bezirk Panevėžys, einem Verwaltungsbezirk im Nordosten Litauens, der zur historischen Landschaft Oberlitauen gehört. Sie hat den Status einer Stadtgemeinde, hat also einen gewählten Bürgermeister und Stadtrat. Sie wird von der Rajongemeinde Panevėžys umgeben, deren Verwaltungssitz sie ist. Panevėžys ist die fünftgrößte Stadt des Landes und Sitz des Bistums Panevėžys. Der Name Panevėžys bedeutet „am Ufer des Flusses Nevėžis gelegen“.

## Geschichte
Am 7. September 1503 wird Panevėžys in einem Brief von Großfürst Alexander von Litauen an den Bischof von Ramgyla erstmals urkundlich erwähnt. Mit diesem Schreiben machte der Großfürst den Geistlichen zum Eigentümer der Ländereien rund um das zwischen den Flüssen Nevėžis und Lėvuo gelegene Gut Panevėžys. Bedingung hierfür war die Errichtung einer Kirche, wobei diese Holzkirche mittlerweile zerstört ist. Zum 500. Geburtstag der Stadt Panevėžys im Jahre 2003 wurde ein Denkmal für den Großfürsten Alexander errichtet. Eine Besiedlung der Gegend durch Gruppen von Polen und Karäern bestand bereits im 14. Jahrhundert.
Unweit des Gutes Panevėžys wurde im 16. Jahrhundert die Siedlung Mikolajevas gegründet und auf der anderen Flussseite entstand die Ortschaft Naujasis (Neu-)Panevėžys. Im 19. Jahrhundert wurden diese drei Orte zur Stadt Panevėžys vereint. Im Jahre 1813 wurden Panevėžys die Stadtrechte verliehen. Bis Mitte des 19. Jahrhunderts waren nahezu alle Gebäude der Stadt in Holzbauweise errichtet, wobei diese Gebäude im Ersten Weltkrieg, als nahezu die gesamte Stadt abbrannte, zerstört wurden. Im Zeitalter zunehmender Industrialisierung gewann Panevėžys auch als Banken- und Handelsplatz an Bedeutung. Im Jahre 1927 wurde die Stadt zudem Sitz des Bistums Panevėžys.
Am 15. Juni 1940 übernahmen russische Militärs im Zuge der erzwungenen Eingliederung von Litauen in die Sowjetunion die Kontrolle der Stadt. In der Zeit der russischen Besatzung wurde eine Vielzahl von politischen Gefangenen in der Nähe der Zuckerfabrik ermordet, eine noch erheblich größere Zahl von Bürgern entweder nach Sibirien deportiert oder auf andere Weise verfolgt.
Nach dem deutschen Angriff auf die Sowjetunion wurde Panevėžys wie schon im Ersten Weltkrieg von deutschen Truppen besetzt und wurde zu einem Gebietskommissariat innerhalb des Reichskommissariats Ostland. Während der Besatzungszeit durch die deutschen Truppen wurde die jüdische Bevölkerung der Stadt nahezu vollständig ermordet: bereits im Juli und August 1941 über 10.000 Menschen. Dabei fielen dem „Einsatzkommando 3“ unter Führung Karl Jägers (Einsatzgruppe A) allein am 23. August 1941 1312 jüdische Männer, 4602 Frauen und 1609 Kinder zum Opfer. Beim Rückzug der deutschen Truppen wurde die Stadt zusätzlich stark zerstört. Nach Kriegsende setzte die sowjetische Führung auf die zunehmende Industrialisierung der Stadt. Insbesondere in den 1960er und 1980er Jahren wurden viele große Unternehmen gegründet. Durch die verkehrsgünstige Lage und den Bau der Eisenbahn entwickelte sich Panevėžys immer mehr zu einem Industriezentrum. Aufgrund des steigenden Wohnungsbedarfs bei Arbeitern wurden insbesondere in den 1960er Jahren viele Plattenbauten errichtet.

## Politik und Verwaltung

Territorium der Stadtgemeinde

Panevėžys ist seit 1995 eine Stadtgemeinde (lit. Panevėžio miesto savivaldybė). Das Vertretungsorgan ist der Rat der Stadtgemeinde, der aus 31 Mitgliedern besteht. Die ausführende Gewalt wird von der Verwaltung der Stadtgemeinde Panevėžys (Panevėžio miesto savivaldybės administracija) ausgeübt.

### Bürgermeister
- 1995–1997: Tomas Josas (* 1940)
- 1997–2000, 2003–2007, 2007–2008: Vitas Matuzas (* 1959)
- 2000–2002: Valdemaras Jakštas (* 1956)
- 2002–2003: Visvaldas Matkevičius (* 1963)
- 2008–2010 und 2011: Povilas Vadopalas (* 1945)
- 2010–2015: Vitalijus Satkevičius (* 1961), TS-LKD
- seit 2015: Rytis Mykolas Račkauskas (* 1959), parteilos

### Vizebürgermeister
Seit 2015
- Petras Luomanas (* 1948), TS-LKD
- Aleksas Varna (* 1948), VRK „Mums svarbu“

Bis 2015
- Regina Eitmonė (* 1961)
- Maurikijus Grėbliūnas (* 1966)

## Sehenswürdigkeiten

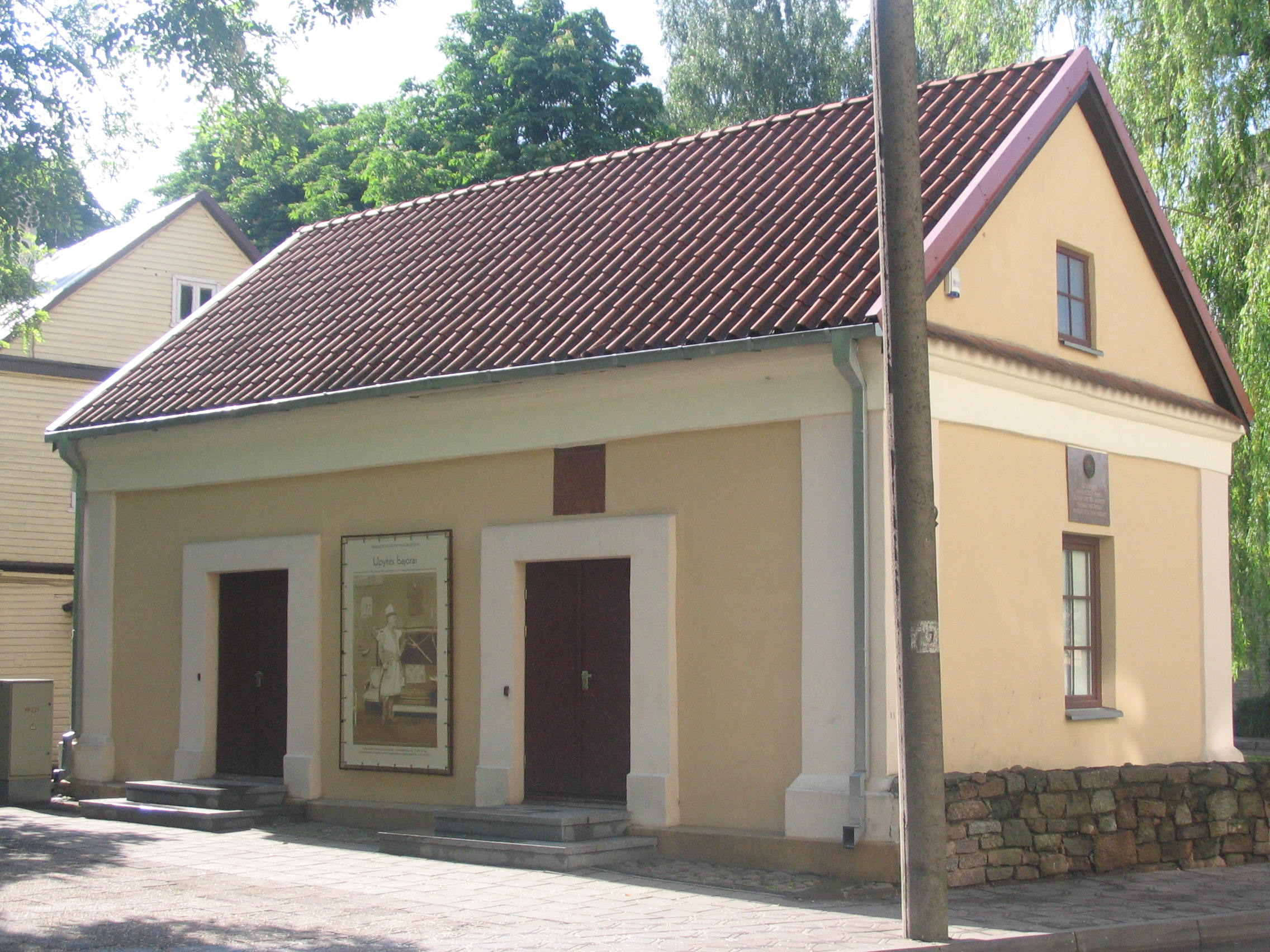
Das Gerichtsarchiv von 1614

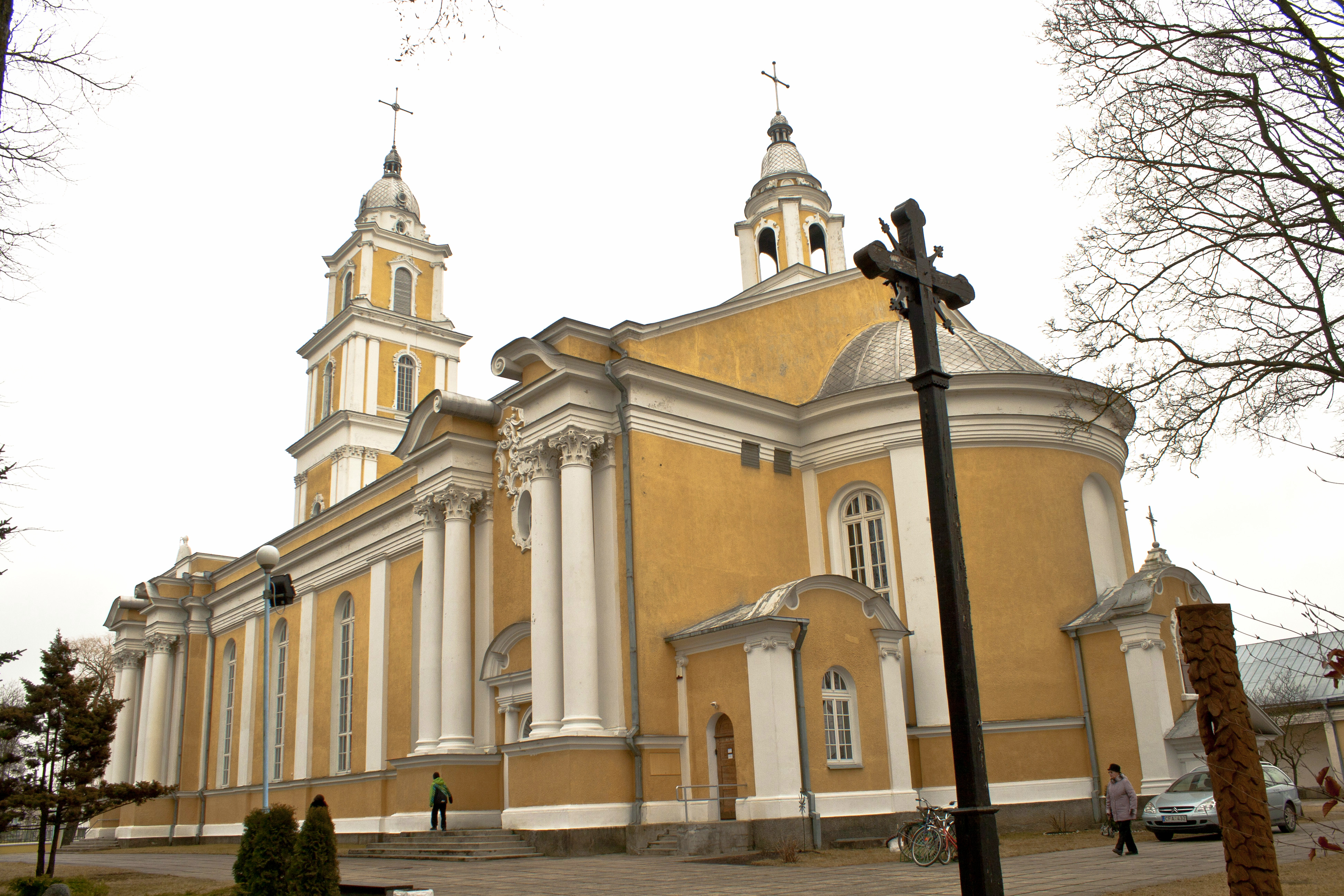
Christ-König-Kathedrale Panevėžys

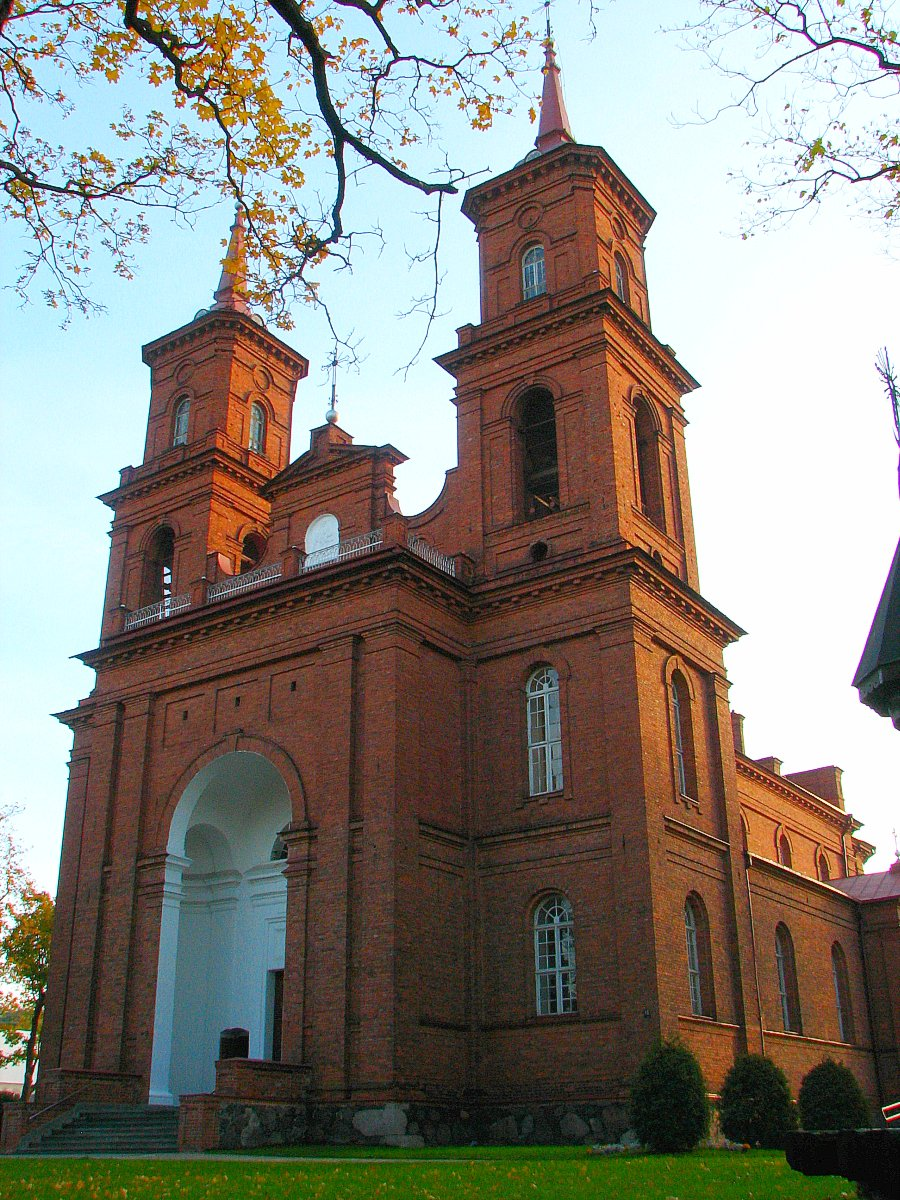
St.-Peter-und-Paulskirche

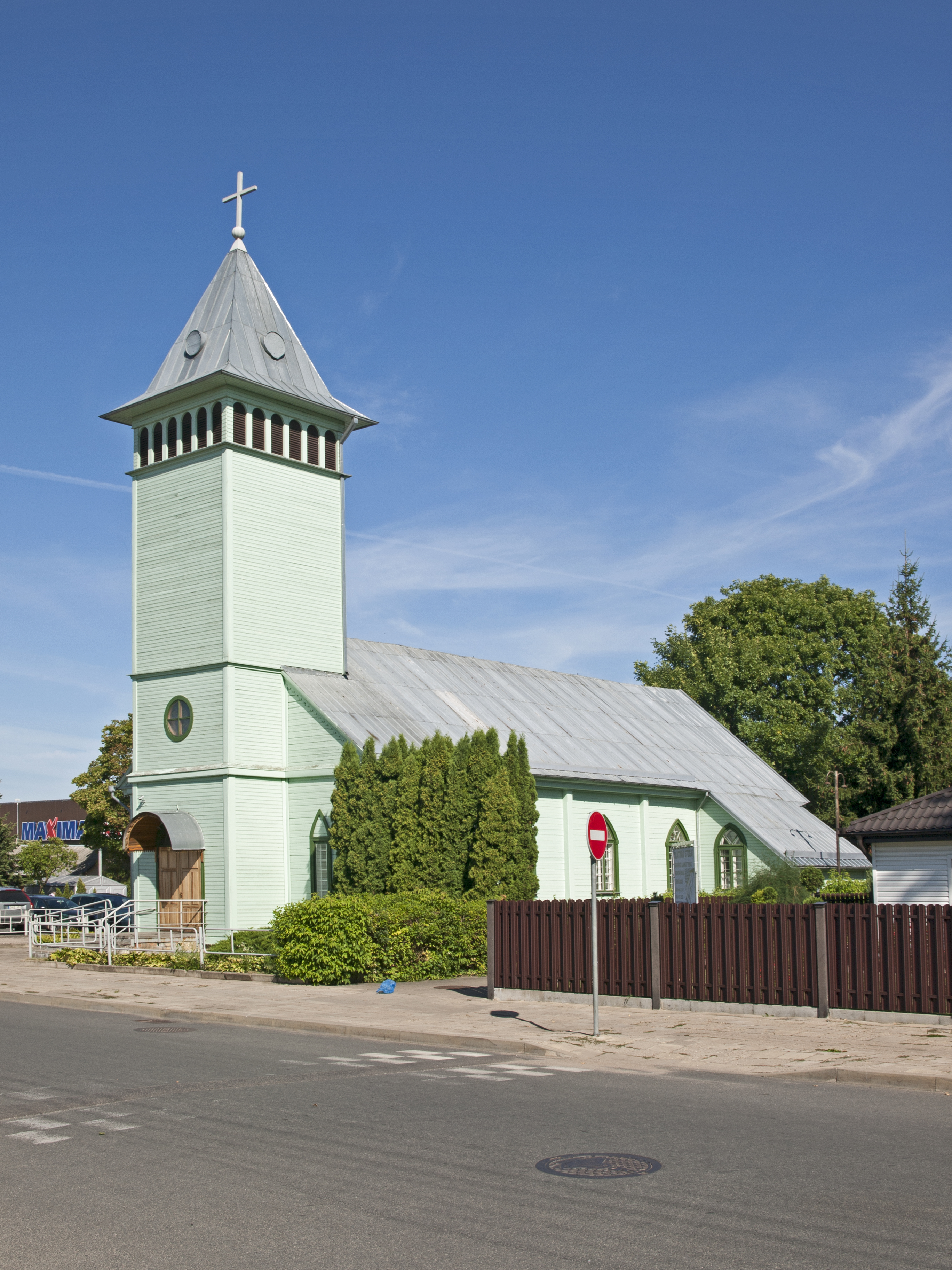
Evangelisch-Lutherische Kirche Panevėžys

Im Gegensatz zu anderen litauischen Innenstädten wie z. B. Vilnius und Kaunas, wo mittelalterliche oder barocke Bauten dominieren, prägt in Panevėžys Architektur aus dem 19. und 20. Jahrhundert das Stadtbild. Beispiele hierfür sind das Gymnasium, in dem 1915 als erstes landesweit in litauischer Sprache unterrichtet wurde, und eine der ältesten Buchhandlungen Litauens aus dem Jahre 1905.
Im Zentrum der Stadt liegt in unmittelbarer Nähe des Busbahnhofs Panevėžys der Freiheitsplatz (Laisvės aikštė), um den sich einige Geschäfte und Cafés gruppieren. Hier liegen auch das Rathaus und das J. Miltinis Theater. Nördlich des Freiheitsplatzes befindet sich das alte Flussbett, das zu einem großen Teich mit Fontäne und Inselchen aufgestaut wurde. Entlang des neuen Flussbetts wurden Uferpromenaden gebaut, auf denen einige Skulpturen stehen.
Die Geschichte der St. Peter- und Paulskirche geht auf die ursprünglich vom Bischof von Ramgyla zur Stadtgründung erbaute Holzkirche zurück. Über die Jahrhunderte wurde der Standort verlegt und es wurden mehrmals Neubauten errichtet. Das heutige Gebäude ist ein im Jahre 1804 fertiggestellter Bau im Barockstil.
Die bischöfliche Christ-König-Kathedrale wurde in den Jahren 1908–1929 in neobarockem Stil erbaut und von Maironis geweiht. Über dem Altar befindet sich ein sehr großes Gemälde, das ein siegreiches litauisches Heer im Mittelalter zeigt.
Die evangelisch-lutherische Holzkirche Panevėžys wurde zwischen 1845 und 1850 erbaut.

## Wirtschaft
Zu den größten Industriebetrieben am Ort gehörte Ekranas, ein Hersteller von Fernsehröhren und Flachbildschirmen mit ehemals 4200 Beschäftigten ebenso wie die Brauerei Kalnapilio-Tauro grupė, die zur dänischen Royal Unibrew Brauereigruppe gehört.
Weitere wichtige Unternehmen sind „Techasas Trade“, „Linas“ (ein Hersteller von Leinenerzeugnissen) und die Baufirma „Panevėžio statybos trestas“.

### Amilina
Amilina betreibt eine Nassweizenmühle und verarbeitet Weizen zu Stärke und Vitalgluten-Fraktionen. Der Umsatz betrug 2013 ca. 106 Millionen Euro.

### Ekranas
„Ekranas“ wurde in der Sowjetzeit gegründet und 1994 privatisiert. Das Unternehmen wurde zur Akcinė bendrovė (Aktiengesellschaft). Haupttätigkeit war die Herstellung elektronischer Geräte. Das Unternehmen war an der Börse Vilnius notiert.

### PST
Das Unternehmen erwirtschaftete 2010 einen Umsatz von 170 Millionen Euro. Es hat 1080 Beschäftigte.

### Forstamt Panevėžys
Forstamt Panevėžys (Panevėžio miškų urėdija) ist ein staatliches Unternehmen (Valstybės įmonė). Es ist in der Waldwirtschaft und beim Waldschutz tätig.

### Freie Wirtschaftszone
Zur Erleichterung von Investitionen besteht die Freie Wirtschaftszone Panevėžys als Sonderwirtschaftszone.

## Verkehr

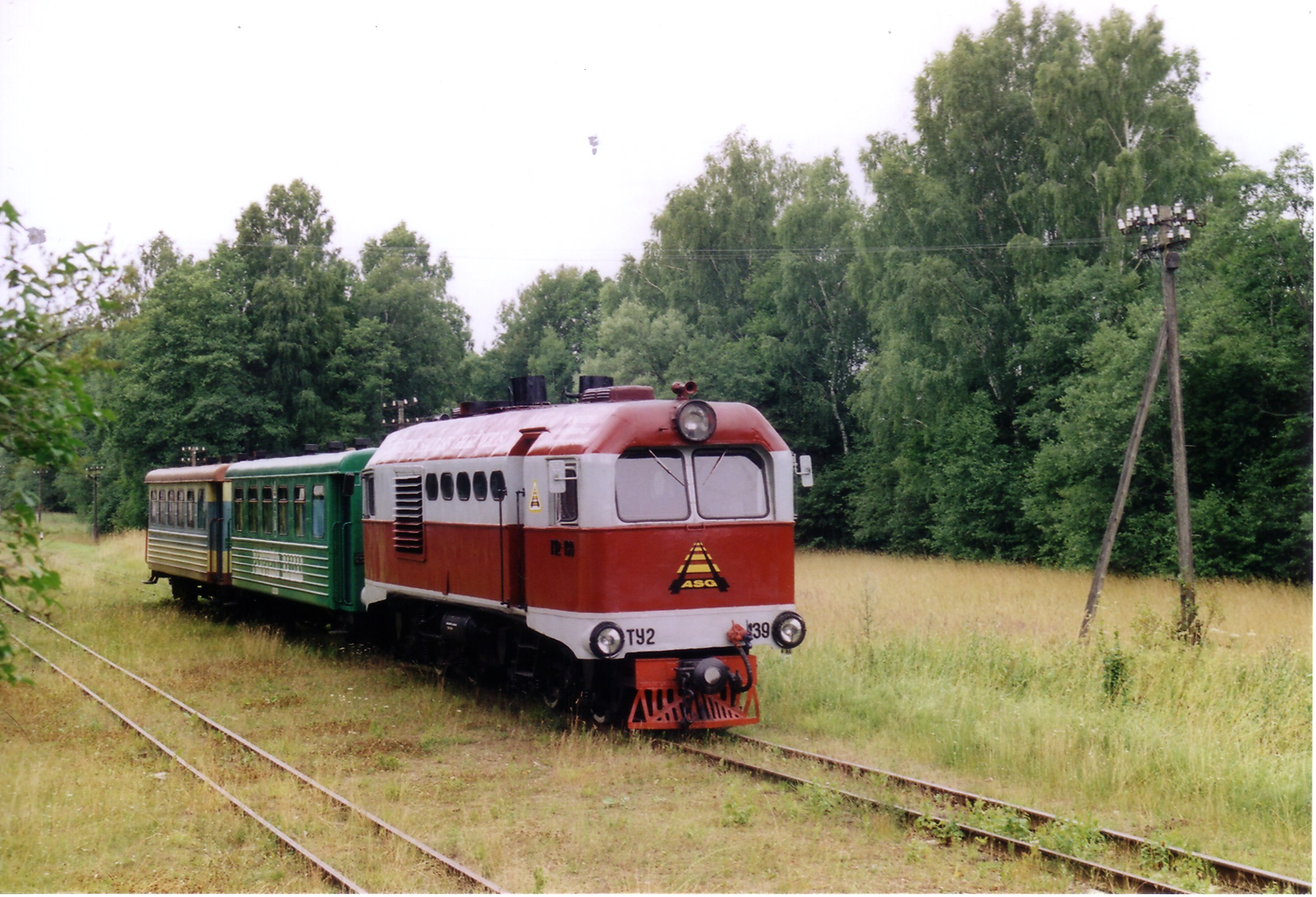
Schmalspurbahn Panevėžys-Rubikiai

Panevėžys ist durch die Via Baltica mit Kaunas und Riga verbunden. Nach Vilnius führt eine Autobahn. In West-Ost-Richtung verläuft die Fernverkehrsstraße Palanga-Šiauliai-Kupiškis nach Daugavpils in Lettland. In der gleichen Richtung verläuft die Bahnverbindung von Kaliningrad via Klaipėda nach Panevėžys. Von hier aus führt die Strecke weiter via Rokiškis und Daugavpils in Richtung Moskau. Eine direkte Bahnverbindung nach Vilnius gibt es nicht – vielmehr ist ein Umstieg in Radviliškis erforderlich. Darüber hinaus gibt es die Oberlitauische Schmalspurbahn (Aukštaitijos siaurasis geležinkelis) mit einer Spurweite von 750 mm, die seit 1899 besteht. Sie verkehrt heute nicht mehr regulär, wird aber noch touristisch genutzt. Sie verbindet auf einer Strecke von 69 km Länge den Bahnhof Panevėžys über Anykščiai mit Rubikiai. Der weitere Streckenverlauf bis Utena ist stillgelegt.
Sechs Kilometer östlich von Panevėžys liegt der frühere Militärflugplatz Panevėžys, der auch unter dem Namen Pajuostis (ICAO: EYPP) bekannt ist.
Für Radfahrer unternahm die Stadt Panevėžys den Versuch, einen Radweg in Ost-West-Richtung quer durch die Stadt auszuweisen.
Innerstädtisch verfügt Panevėžys über 13 Buslinien, wobei das gesamte Streckennetz eine Länge von 136,8 Kilometern hat und 223 Haltestellen aufweist (siehe Panevėžio autobusų parkas).

## Kultur
Theater
- Das Juozas-Miltinis-Dramatheater hatte lange eine republikweite und sogar internationale Reputation.
- Das Puppentheater Panevėžys führt regelmäßig im Sommer seine Vorstellungen auf einem Pferdefuhrwerk auf.
- Vor dem im Jahre 1991 gegründeten Menas Theater steht eine Skulptur der Romanfigur Don Quijote.
- Das Kinozenturm Garsas besteht seit 1928.
- Musiktheater

Museen
- Das Landeskundemuseum beherbergt archäologische Funde sowie eine Sammlung von 5000 Schmetterlingen.
- Die Fotogalerie veranstaltet ca. 30 Ausstellungen pro Jahr.
- Auch die Kunstgalerie bietet ca. 25 Ausstellungen jährlich an.
- Im Gerichtsarchiv, dem ältesten erhaltenen Gebäude der Stadt aus dem Jahre 1614, befindet sich eine Ausstellung, die Gemälde, historische Urkunden und Holzskulpturen zeigt.[13]
- Im Sportmuseum werden Exponate zur Geschichte des Sports in der Region Panevėžys gezeigt.
- Stasys Mu.Se.Um für den Künstler Stasys Eidrigevičius (eröffnet am 31. Mai 2024)[14]

2014 war Panevėžys die Kulturhauptstadt Litauens.

## Bildung

### Allgemeinbildende Schulen
- Juozas-Balčikonis-Gymnasium Panevėžys
- Vytautas-Žemkalnis-Gymnasium Panevėžys
- 5. Gymnasium Panevėžys

### Spezialbildung
- Internatssportschule Panevėžys
- Vytautas-Mikalauskas-Kunstschule Panevėžys
- Naturschule Panevėžys
- Berufsbildungszentrum Panevėžys

### Hochschulen
- Kolleg Panevėžys
- Wirtschaftsfakultät, Technische Universität Kaunas

### Höhere Schulen
Früher gab es diese Schulen:
- Polytechnikum Panevėžys
- Technikum für Hydromelioration Panevėžys
- Medizinschule Panevėžys

## Sport

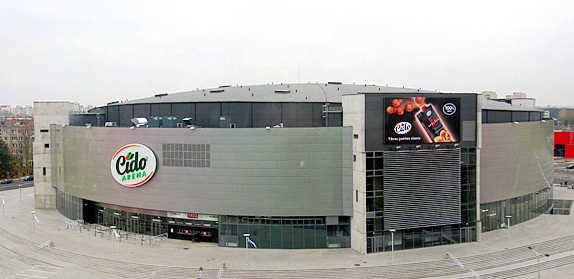
Die Cido-Arena

FK Panevėžys ist der bedeutendste Fußballverein der Stadt.
Seit 2008 verfügt die Stadt über die multifunktionale Cido-Arena, in der Sportveranstaltungen sowie Konzerte stattfinden. 2011 wurden dort Spiele der Basketball-Europameisterschaft 2011 ausgetragen. Die Arena verfügt über eine 250 Meter lange Radrennbahn nach UCI-Standard. Entworfen wurde die Bahn vom Münsteraner Architekten Ralph Schürmann. Im November 2012 fanden dort die Bahn-Europameisterschaften statt.

## Justiz
- Stadtkreisgericht Panevėžys
- Bezirksgericht Panevėžys
- Bezirksverwaltungsgericht Panevėžys
- Oberbezirkspolizeikommissariat Panevėžys
- Rajonpolizeikommissariat Panevėžys
- Oberbezirkspolizeikommissariat Panevėžys
- Staatsanwaltschaft Panevėžys
- Oberbezirksstaatsanwaltschaft Panevėžys

## Städtepartnerschaften
Panevėžys listet zwölf Partnerstädte und -regionen auf:
| Stadt           | Land        | seit |
| --------------- | ----------- | ---- |
| Toyohashi       | Japan       | 2019 |
| Daugavpils      | Lettland    | 2004 |
| Gabrovo         | Bulgarien   | 2004 |
| Kaliningrad     | Russland    | 2002 |
| Kalmar          | Schweden    | 1992 |
| Kolding         | Dänemark    | 2000 |
| Lublin          | Polen       | 1999 |
| Lünen           | Deutschland | 1990 |
| Mytischtschi    | Russland    | 2001 |
| Rakvere         | Estland     | 2005 |
| Rustawi         | Georgien    |      |
| Winnyzja        | Ukraine     | 2015 |
| Kreis Maramureș | Rumänien    | 2015 |

## Söhne und Töchter der Stadt
| - Samuel James Meltzer (1851–1920), US-amerikanischer Mediziner und Physiologe - Maria Lvovna Dillon (1858–1932), russische Bildhauerin - Nikolai Beljajew (1877–1920), russischer Metallurg, Metallkundler - Alexander Lebedew (1893–1969), litauisch-russischer Physiker - Gideon Mer (1894–1961), israelischer Wissenschaftler - Juozas Miltinis (1907–1994), Theaterregisseur, Gründer des Dramatheaters - Haims Rubinšteins (1921–unbekannt), lettisch-litauischer Fußballspieler - Teisutis Zikaras (1922–1991), litauisch-australischer Bildhauer - Kostas Birulis (1925–2004), Radioingenieur und Politiker - Zygmunt Ławrynowicz (1925–1987), polnischer Lyriker - Mykolas Sluckis (1928–2013), Schriftsteller - Vytautas Mikalauskas (1930–2004), Komponist und Pianist - Algimantas Čekuolis (1931–2025), Journalist, Publizist und Reiseführer - Antanas Janauskas (1937–2016), Animator und Filmregisseur - Algirdas Jurkauskas (* 1937), Ingenieur und Professor - Arvydas Šliogeris (1944–2019), Philosoph - Saulius Varnas (* 1948), Schauspieler und Regisseur - Egidijus Bieliūnas (* 1950), Jurist, Strafrechtler und Richter - Jonas Kazlauskas (* 1954), Basketballspieler und -trainer - Rimantas Liepa (* 1954), Politiker - Sigita Mažeikaitė-Strečen (* 1958), Handballspielerin - Vidmantas Urbonas (* 1958), Extremsportler - Gediminas Kazlauskas (* 1959), Bauingenieur, Politiker, Umweltminister - Romas Ubartas (* 1960), Leichtathlet - Artūras Melianas (* 1964), Politiker - Algis Vaičeliūnas (* 1964), General und Kommandeur von BALTDEFCOL - Kęstutis Skrebys (* 1965), Politiker - Aurelija Stancikienė (* 1966), Politikerin - Virginijus Baltušnikas (1968), sowjetisch-litauischer Fußballspieler - Rolandas Kriščiūnas (* 1970), Diplomat, Botschafter und Politiker - Jolanta Polikevičiūtė (* 1970), Radrennfahrerin | - Rasa Polikevičiūtė (* 1970), Radrennfahrerin - Dainius Plėta (* 1971), Basketballtrainer und -spieler - Mindaugas Kvietkauskas (* 1976), Politiker Kulturminister - Liudas Mockūnas (* 1976), Musiker - Dagnė Čiukšytė (* 1977), Schachspielerin - Raimondas Vilčinskas (* 1977), Radrennfahrer - Živilė Šarakauskienė (* 1978), Schachspielerin - Mindaugas Lukauskis (* 1979), Basketballspieler - Gintautas Paluckas (* 1979), Premierminister von Litauen - Augustas Strazdas (* 1980), Handballspieler - Aurimas Kučys (* 1981), Fußballspieler - Domas Petrulis (* 1981), Politiker - Arūnas Klimavičius (* 1982), Fußballspieler - Vesta Kasputė (* 1984), Schachspielerin und Wirtschaftsjuristin - Deividas Labanavičius (* 1984), Politiker, Seimas-Mitglied, Vizebürgermeister von Panevėžys - Andrius Buividas (* 1985), Bahn- und Straßenradrennfahrer - Greta Kildišienė (* 1985), Politikerin - Ignatas Konovalovas (* 1985), Radrennfahrer - Daiva Ragažinskienė (* 1986), Radrennfahrerin - Modesta Petrauskaitė (* 1987), Politikerin - Vilija Sereikaitė (* 1987), Radsportlerin - Aušrinė Trebaitė (* 1988), Radrennfahrerin - Vytautas Černiauskas (* 1989), Fußballspieler - Linas Klimavičius (* 1989), Fußballspieler - Ignas Gaižiūnas (* 1994), Physiker und Politiker - Danas Rapšys (* 1995), Schwimmer - Vasilijus Lendel (* 1995), Radsportler - Miglė Marozaitė (* 1996), Radsportlerin - Olivija Baleišytė (* 1998), Radsportlerin - Urtė Bačianskaitė (* 2000), Leichtathletin |

## Klimatabelle
|                       | Jan  | Feb  | Mär  | Apr  | Mai  | Jun  | Jul  | Aug  | Sep  | Okt  | Nov  | Dez  |   |      |
| Mittl. Tagesmax. (°C) | −3,0 | −1,9 | 2,9  | 10,5 | 17,7 | 21,1 | 22,2 | 21,6 | 16,5 | 10,5 | 4,0  | −0,6 | ⌀ | 10,2 |
| Mittl. Tagesmin. (°C) | −8,0 | −7,7 | −3,9 | 1,7  | 6,9  | 10,8 | 11,9 | 11,2 | 7,7  | 3,9  | −0,4 | −5,3 | ⌀ | 2,4  |
|                       |      |      |      |      |      |      |      |      |      |      |      |      |   |      |
| Niederschlag (mm)     | 32   | 26   | 32   | 42   | 54   | 63   | 74   | 74   | 57   | 47   | 51   | 44   | Σ | 596  |
|                       |      |      |      |      |      |      |      |      |      |      |      |      |   |      |
| Regentage (d)         | 17   | 14   | 14   | 13   | 12   | 13   | 14   | 13   | 15   | 14   | 17   | 20   | Σ | 176  |

| −8,0 |

| −7,7 |

| −3,9 |

| 1,7 |

| 6,9 |

| 10,8 |

| 11,9 |

| 11,2 |

| 7,7 |

| 3,9 |

| −0,4 |

| −5,3 |

| −8,0 |

| −7,7 |

| −3,9 |

| 1,7 |

| 6,9 |

| 10,8 |

| 11,9 |

| 11,2 |

| 7,7 |

| 3,9 |

| −0,4 |

| −5,3 |